# Magdalena Margaretha Tischbein
Magdalena Margaretha Tischbein (verheiratete Strack; * 22. April 1763 in Hamburg; † 25. April 1846 in Oldenburg) war eine Blumenmalerin aus dem Lübecker Zweig der Künstlerfamilie Tischbein.
Sie war die Tochter der Hamburger Landschaftsmalerin Magdalena Gertrud (geborene Lilly) und Johann Jacob Tischbein, dem so genannten Lübecker Tischbein. Ihre ältere Schwester war Sophie Margarete Antoinette Tischbein, ihr jüngerer Bruder August Tischbein. Von Mutter und Vater wurde sie – wie ihre Geschwister – in Malerei ausgebildet.
Sie heiratete am 3. November 1795 ihren Vetter Ludwig Philipp Strack, der kurz darauf Oldenburger Hof-Landschaftsmaler wurde. Im Alter von über 30 Jahren gebar sie fünf Kinder; zu diesen gehörte unter anderem die Blumenmalerin Helene Strack und der Architekt Heinrich Strack.
Im Allgemeinen Künstlerlexikon von Füssli heißt es, sie „soll ebenfalls Talente für die Malerei besessen haben […] Ob sie solche wirklich ausgeübt, wird hier nicht gesagt. Neuere handschriftliche Nachrichten wollen wissen, dass sie gleich ihrer Schwester Antonia, Blumen nach der Natur gemalt [hat]“.
Über ihre Bilder ist wenig bekannt, einige Vermutungen über die Identifizierung und den Verbleib einzelner Arbeiten wurden 2016 in einer von Martina Sitt herausgegebenen Ausstellungspublikation angestellt.